# 시 라이프
시 라이프(영어: Sea Life)는 해양 생물을 테마로 한 상업용 수족관 명소 체인이다. 2017년 4월 기준 전 세계적으로 53개의 해양 생물 명소(독립형 해양 생물 센터, 리조트 테마파크 내 미니 해양 생물 시설, 레고랜드 잠수함 놀이기구 포함)가 있다. 이 체인은 영국 회사 멀린 엔터테인먼트가 소유하고 있다.